# Karnevalsprinz
Der Karnevalsprinz (auch Fastnachts-, und Faschingsprinz), meist nur „Prinz“ genannt, ist in vielen Regionen das Oberhaupt der Narren in Karneval, Fastnacht und Fasching. Die Analogie zum Adelstitel Prinz ist beabsichtigt und äußert sich auch in Handlungen und dem Erscheinungsbild.

## Amtszeit
Dies obliegt dem jeweiligen Heimatgremium, Festausschuss etc. und der damit verbundenen Region. Die Amtszeit einer „Tollität“ beginnt mit seiner/ihrer Inthronisierung/Proklamation. In der Regel ist es jedoch so, dass die „Amtsperiode“ einer Tollität endet, wenn die nachfolgende Tollität proklamiert ist. Die Handhabung ist aber von Ort zu Ort unterschiedlich.

## Regierungsformen
Der Prinz regiert alleine, als Prinzenpaar zusammen mit einer Prinzessin, in einem Dreigestirn oder mit einem Zeremonienmeister. Er ist aber immer die wichtigste Person und regiert die fünfte Jahreszeit. Mancherorts wird das Amt von einer Prinzessin übernommen.
Vielfach wird das Prinzenpaar auch von einem Hofstaat oder auch Prinzengefolge – wie beispielsweise dem Elferrat – begleitet, was eine Persiflage auf die Hofbediensteten wirklicher Adelshäuser darstellt. Es gibt Hofnarren, Hofdamen, den Mundschenk, den Schatzmeister etc. Die Mitglieder des Hofstaates unterstützen den Prinzen bei seinen repräsentativen Pflichten, zudem sind ihnen in der Regel auch organisatorische Aufgaben zugewiesen.
Beispiele für Regierungsformen mit Prinzen in Karneval, Fastnacht und Fasching:
- Prinz (als Alleinherrscher)
- Dreigestirn (vor allem im Kölner Karneval)
- Prinz und seine Dame Venetia im Düsseldorfer Karneval
- Prinz und seine Dame Novesia im Neusser Karneval
- Prinz und seine Dame Confluentia im Koblenzer Karneval
- Prinz und Bonna im Bonner Karneval
- Prinz mit Prinzessin und Mundschenk im Klein Kölner Karneval
- Prinz und Godesia im Bad Godesberger Karneval
- Prinzenpaar (in der Mainzer Fastnacht nur zu besonderen Anlässen)
- Prinz und Lahno-Rhenania (als Schutzgöttin der närrischen Stadt an Lahn und Rhein) im Lahnsteiner Karneval
- Prinz mit Hofmarschall und Elferrat im Beckumer Karneval
- Prinz und Zeremonienmeister im Eschweiler Karneval
- Prinz mit Hofstaat im Aachener Karneval
- Prinz, Koch und Kellermeister (KG Hofgrafen Hürth-Kalscheuren)
- Prinz und Siegburgia mit Gefolge (Siegburger Karneval)
- Prinz vino palatina (kann männlich oder weiblich sein - Neustadt Weinstraße)
- Rosenkavalier (Frankenthal, Pfalz)
- Prinz und seine zwei Adjutanten (Karneval in Linz am Rhein)
- Prinz, zwei Pagen, ein Hofnarr und ein Schatzmeister (Kelmis, Belgien)
- Prinz und Prinzin (Impflinger Carneval Verein, Impflingen, Pfalz)
- Prinz und zwei Paginnen (evtl. Hofstab), alternativ: Prinzessin, zwei Pagen (Ostbelgien, Oudler, Sankt Vith, Eupen, Büllingen, …)
- Prinz mit Prinzessin und Gefolge (Pagen, Zofen, Ministern etc.) und einem Herold der KG Herschbach (Herschbach)
- Prinz mit Bauer und Till (Braunschweig Schoduvel)
- Prinz, vier Paginnen, Hofmarschall und Hofnarr (Donzdorfer Fasnet)

## Stellenwert
„Seine Tollität“ gilt zusammen mit seinen gegebenenfalls vorhandenen Mitregenten als Symbol der närrischen Herrschaft der jeweiligen Karnevals-, Fastnachts- und Faschingshochburg. In manchen Städten und Gemeinden genießt er sogar besondere Privilegien. Das Prinzenamt ist mit vielen repräsentativen Pflichten und besonders in den karnevalistischen Hochburgen auch mit nicht unerheblichen Kosten verbunden. Da der Prinz jedoch große öffentliche Aufmerksamkeit erzielt, wird er in vielen Orten dabei auch von örtlichen Sponsoren unterstützt.
Wo dieser Brauch stattfindet, wird er sehr ernsthaft durchgeführt, und es ist für jeden Amtsträger (Prinz, Prinzenpaar, Dreigestirn) eine besondere Ehre, dieses Amt zu übernehmen. Der Prinz wird für die Dauer der Karnevalszeit zu einer Person des öffentlichen Lebens seiner Stadt, dessen Anwesenheit bei gesellschaftlichen Anlässen, auch über die Karnevalsveranstaltungen hinaus, hochgeschätzt wird.
In Eichhof im Bergischen Land bildeten in der Karnevalssession 2014 erstmals drei Menschen mit Behinderung das örtliche Dreigestirn: Prinz Guido I., Bauer Helmut und Jungfrau Sina.

## Auswahlverfahren

### Südgemeinden Ostbelgiens
In vielen Karnevalsgesellschaften Ostbelgiens, vor allem bei flächenmäßig kleineren, wird der Prinz von den Junggesellenvereinen gestellt. Dabei ist – anders als im traditionellen Kölner Karneval – auch die Proklamation einer Prinzessin möglich. Das Auswahlverfahren wird dabei intern in den Vereinen organisiert. Der/die Prinz(essin) entscheidet sich anschließend für zwei Pag(inn)en, die oftmals aus dem direkten Freundeskreis stammen, und stellt – sofern von der Karnevalsgesellschaft vorgesehen – einen Hofstab zusammen, der elementare Tätigkeiten während der Karnevalssession übernimmt. So besteht der Hofstab in vielen südlichen Gemeinden der Deutschsprachigen Gemeinschaft Belgiens aus Hoffahrer, Finanzrat und Hofnarr. Die Zahl und Aufgabenkonstellation kann dabei beliebig erweitert werden, z. B. um die Dienste eines Vorkosters.